# Димитър Велянов (Крушево)
 Тази статия е за крушевския деец на ВМОРО.  За битолския вижте Димитър Велянов (Битоля).  
Димитър Георгиев Велянов е български революционер, крушевски деец на Вътрешната македоно-одринска революционна организация.

## Биография
Димитър Велянов е роден около 1860 година или в 1867 година в Крушево, тогава в Османската империя. Баща му Георги (Гьорче) Велянов е член на Шумковата конспирация от 1868/1869 година в Крушево. Учи в тайното българско училище на даскал Коле Ролев. Занимава се с търговия.
По време на Великденските пости в 1895 година в Битоля пристига Григор Попев, който привлича Велянов към ВМОРО заедно с Мито Секулов и още двама-трима сподвижници. Велянов влиза в официално основания на 14 септември 1895 година революционен комитет от учителя Кирил Янков. Същевременно е и училищен настоятел в града. Няколко пъти по доноси е разследван за комитаджилък, но винаги успява с подкупи да се измъква.
В 1901 година, поради невъзможност да остане повече в Крушево, се преселва в Солун, където продължава да се занимава с търговия и поддържа революционната дейност. Отново е обект на разследвания по доноси на гръцките търговски среди. По време на Солунските атентати в 1903 година се укрива. След Илинденско-Преображенското въстание в края на 1903 година е арестуван, защото в пристанището били заловени бурета с динамит, адресирани до него. Без да бъде съден е затворен е месец в Дедеагач, след което остава 9 месеца в Одрин. Освободен е след застъпничеството на европейските цивилни агенти. В 1906 година отново е преследван от властите - в двора на предприятието му при Бошнак хан заравят няколко бомби, след което ги откриват. Затворен е за 7 месеца в Еди куле в Солун и е освободен пак след застъпничеството на европейските цивилни агенти.
По време на Междусъюзническата война в 1913 година, гръцки военни власти го арестуват и пребиват, като му повреждат гръбначния стълб. Велянов е заточен на остров Трикери, където остава 6 месеца. След освобождението си с италиански параход стига до Дедеагач в България. Установява се в София.
През Първата световна война, когато Вардарска Македония с Крушево е освободено от България, е помощник кмет в родния си град и отговаря за прехраната на населението. През 1917 година подписва Мемоара на българи от Македония от 27 декември 1917 година. След войната отново бяга с столицата на Свободна България.
Умира на 7 юли 1932 година.
Негов син е Кръстьо Велянов, журналист и революционер.
В статията по повод смъртта му в „Илюстрация Илинден“ пише:
| „ | Димитъръ придоби склонности на конспираторъ, проявявана винаги въ разума форма, за което и всичкитѣ му връстници го почитаха. Уменъ, природно интелегентенъ, тихъ и разсѫдливъ, той си бѣ спечелилъ прилилегията да бѫде зачитанъ за един от първенцитеѣ на града и да се ползува съ довѣрието на търговския свѣтъ и на интелигенцията въ и извънъ Крушово. | “ |